# Hakyal, Aurad
Hakyal là một làng thuộc tehsil Aurad, huyện Bidar, bang Karnataka, Ấn Độ.